# Juan Antonio Flecha
Juan Antonio Flecha Giannoni (Buenos Aires, 17 settembre 1977) è un ex ciclista su strada argentino naturalizzato spagnolo, professionista dal 2000 al 2013. Specialista delle classiche, con caratteristiche da passista, in carriera ha vinto una tappa al Tour de France 2003, il Campionato di Zurigo 2004 e l'Omloop Het Nieuwsblad 2010.

## Carriera

### 2000-2003: il debutto in Spagna
Flecha passò professionista nel 2000 nella squadra spagnola Colchon Relax-Fuenlabrada. Si fece subito notare in particolare nelle corse di un giorno nazionali, terminando ad esempio quinto nella Clásica a los Puertos de Guadarrama e settimo nella Subida a Urkiola. Confermò le qualità mostrate nella prima stagione anche l'anno successivo, quando in aprile vinse in solitaria una tappa alla Vuelta a Aragón. La settimana successiva vinse due tappe del Gran Premio Internacional Mitsubishi MR Cortez, corsa portoghese di cui si aggiudicò anche la classifica generale. In giugno vinse quindi in solitaria una tappa alla Euskal Bizikleta, portando il totale delle vittorie stagionali a cinque.
A partire dal 2002 gareggiò per la iBanesto.com, la squadra di José Miguel Echevarri. Quell'anno debuttò in quasi tutte le principali classiche di primavera, ottenendo come miglior risultato un ventiduesimo posto all'Amstel Gold Race. Nel prosieguo di stagione si prodigò spesso in fughe e attacchi da lontano, in particolare alla Vuelta a España, in cui concluse al terzo posto la classifica scalatori, senza però riuscire a vincere alcuna tappa. Solo nella diciottesima frazione salì sul gradino più basso del podio, dopo essere stato superato nella salita finale dal compagno di squadra e di fuga Santiago Blanco e da Roberto Heras.
All'inizio della stagione 2003 si mise in luce nelle corse in linea, inizialmente in Spagna, classificandosi al terzo posto al Trofeo Calvia, poi sul pavé, chiudendo al venticinquesimo posto la Parigi-Roubaix. Fu però nelle corse a tappe che ottenne i risultati migliori della stagione: fu infatti undicesimo alla Volta Ciclista a Catalunya, poi partecipò al Tour de France vincendo l'undicesima tappa, a Tolosa, al termine di una fuga. Nel finale di stagione ottenne il terzo posto alla Milano-Torino ed il diciottesimo al Giro di Lombardia.

### 2004-2005: Fassa Bortolo, la rivelazione delle classiche
Nel 2004 passò all'italiana Fassa Bortolo: fu questa la stagione della conferma nelle classiche del pavé. In febbraio concluse settimo alla Kuurne-Bruxelles-Kuurne, mentre in aprile, insieme al compagno di squadra Fabian Cancellara, si mise in luce nelle più importanti classiche: chiuse infatti dodicesimo al Giro delle Fiandre, settimo alla Gand-Wevelgem e tredicesimo alla Parigi-Roubaix. Dopo aver partecipato nuovamente al Tour de France, si confermò nelle corse di un giorno di fine stagione. Si classificò tredicesimo alla Clásica San Sebastián, poi a sorpresa batté allo sprint Paolo Bettini al Campionato di Zurigo, classica inserita nel calendario della Coppa del mondo di ciclismo su strada, vittoria che rimane la più importante della sua carriera. Qualche settimana più tardi vinse anche il Giro del Lazio. La regolarità dimostrata nelle classiche in tutta la stagione gli valse il quinto posto finale nella Coppa del mondo.

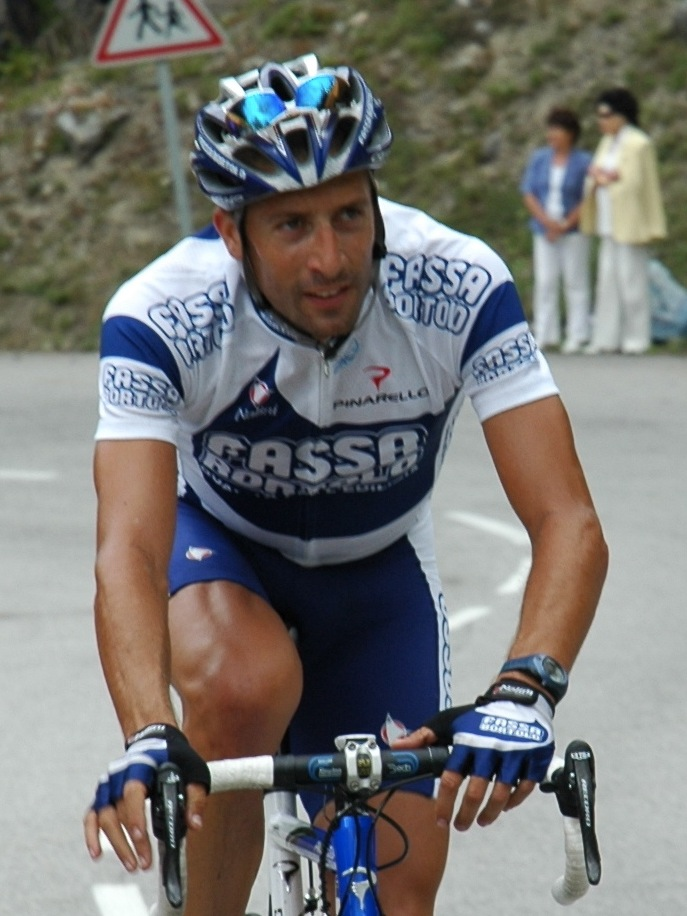
Juan Antonio Flecha al Tour de France 2005

Flecha orientò i primi mesi della stagione 2005 sulla preparazione delle classiche del pavé. Vinse una tappa della Volta a la Comunitat Valenciana, poi partecipò attivamente alla vittoria di Fabian Cancellara nella quarta tappa della Paris-Nice. Nelle settimane seguenti prima una malattia e poi un incidente con una vettura non gli permisero di arrivare alle classiche del Nord in condizioni ottimali. Nonostante questo, concluse dodicesimo al Giro delle Fiandre e, tre giorni più tardi, alla Gand-Wevelgem, andò vicino alla prima vittoria in una grande classica. In quella corsa attaccò a più riprese, l'ultima volta a 3 km dal traguardo, guadagnò rapidamente 6 secondi dai suoi diretti inseguitori, ma sulla linea del traguardo venne battuto da Nico Mattan. Malgrado la sconfitta, Flecha si mise in luce qualche giorno più tardi alla Parigi-Roubaix, in cui fece parte, con Tom Boonen e George Hincapie, della fuga decisiva: dovette però accontentarsi della terza posizione. Nel finale di stagione fu nono nella HEW Cyclassics.

### 2006-2009: Rabobank, la conferma
Nel 2006 la Fassa Bortolo lasciò il ciclismo e Flecha venne ingaggiato dalla formazione olandese Rabobank. Nonostante fosse considerato ormai uno dei favoriti nelle classiche di primavera, alla Freccia del Brabante dovette svolgere ruoli di gregariato per Óscar Freire, vinta proprio da quest'ultimo, e accontentarsi del quarto posto. La settimana seguente chiuse nuovamente dodicesimo al Giro delle Fiandre, mentre alla Parigi-Roubaix fu ancora tra i migliori, questa volta settimo (il declassamento di tre dei sei avversari gli permise di classificarsi quarto). Nella seconda parte di stagione fu settimo all'Eneco Tour, grazie ad una buona cronometro nella quarta tappa, e secondo al Grand Prix de Ouest-France, battuto dal solo Vincenzo Nibali.
Cominciò la stagione 2007 con un secondo posto alla Omloop Het Volk, dietro a Filippo Pozzato. Nonostante il buon inizio, deluse al Giro delle Fiandre, classificandosi solo cinquantaduesimo, mentre una settimana più tardi, alla Parigi-Roubaix, ottenne il secondo posto dietro a Stuart O'Grady. Nel corso della stagione ottenne altri buoni piazzamenti, confermandosi come uno degli specialisti delle classiche del Nord.
La preparazione per la stagione 2008 portò tardivamente i suoi frutti. Fu terzo alla Freccia del Brabante e, una settimana dopo, terzo anche al Giro delle Fiandre. Nella "Classica dei muri" tentò invano di inseguire il poi vincitore Stijn Devolder, venne però a sua volta superato da Nick Nuyens dovendo accontentarsi del terzo posto, che comunque è tuttora il miglior piazzamento di uno spagnolo nella classica fiamminga. La settimana successiva alla Parigi-Roubaix fu vittima di una caduta all'inizio della foresta di Arenberg, chiudendo dodicesimo. Tra luglio e settembre partecipò al Tour de France e alla Vuelta a España. Nella corsa a tappe spagnola andò in fuga nella nona tappa: ottenne il terzo posto di giornata, battuto in volata da Greg Van Avermaet e Davide Rebellin. All'inizio di ottobre ottenne la prima vittoria dopo quasi due anni di digiuno, vincendo il Circuit Franco-Belge.
Nel 2009 ottenne subito buoni piazzamenti: fu infatti terzo alla Omloop Het Nieuwsblad, battuto allo sprint da Thor Hushovd e Kevyn Ista. Alla Paris-Nice fu secondo nella terza tappa: occupò per tre giorni la terza piazza della classifica generale, ma dovette abbandonare le velleità di vittoria dopo aver perso più di un quarto d'ora dai migliori nella sesta tappa. Nel prosieguo della stagione deluse al Giro delle Fiandre: attaccò sul Muro di Grammont, ma fu poi ripreso, andando a concludere per trentesimo, ultimo nel gruppo dei primi. Una settimana più tardi, alla Parigi-Roubaix, fu sesto, dopo essere rimasto nel gruppo di testa fino al Carrefour de l'Arbre. In luglio partecipò ancora al Tour de France – andò all'attacco nella quindicesima tappa con arrivo a Verbier – mentre in agosto si classificò sesto all'Eneco Tour.

### 2010-2013: Team Sky e Vacansoleil, gli ultimi anni
Nel 2010 debutta nella nuova squadra britannica Team Sky. Dopo aver partecipato alla vittoria della cronometro a squadre al Tour of Qatar, ottiene la prima vittoria della stagione imponendosi nella Omloop Het Nieuwsblad (primo spagnolo a trionfare nella classica d'apertura belga); è poi terzo sia nell'E3 Prijs Vlaanderen che alla Parigi-Roubaix.
Nel 2011 si classifica secondo alla Omloop Het Nieuwsblad e nono alla Parigi-Roubaix. In luglio partecipa al Tour de France, e durante la nona tappa è protagonista di una fuga da lontano insieme a Luis León Sánchez, Thomas Voeckler, Sandy Casar e Johnny Hoogerland. A circa 50 km dall'arrivo è però coinvolto, insieme a Hoogerland, in una caduta provocata da una manovra azzardata del pilota alla guida di un'auto della TV francese. Flecha riparte con circa 40 secondi di ritardo, ma viene raggiunto dal gruppo poco dopo: giungerà al traguardo con 16 minuti e 38 secondi di ritardo.
L'anno dopo ottiene ancora piazzamenti nelle classiche del nord – è infatti terzo alla Omloop Het Nieuwsblad  e quarto alla Parigi-Roubaix – e partecipa al Giro d'Italia per la prima volta, ma ancora non coglie successi. Nel 2013 si trasferisce tra le file del team Vacansoleil-DCM, e in primavera si classifica quinto alla Gand-Wevelgem e ottavo alla Parigi-Roubaix. Dopo aver corso Tour de France e Vuelta a España, al termine della stagione annuncia il ritiro dall'attività agonistica dopo quattordici anni nel professionismo.

## Palmarès
- 2001 (Colchon Relax-Fuenlabrada, cinque vittorie)

4ª tappa Vuelta a Aragón (Alcalá de la Selva > Teruel)
1ª tappa Gran Premio Internacional Mitsubishi MR Cortez (Massamá > Massamá)
2ª tappa, 2ª semitappa, Gran Premio Internacional Mitsubishi MR Cortez (Pêro Pinheiro > Pêro Pinheiro)
Classifica generale Gran Premio Internacional Mitsubishi MR Cortez
3ª tappa Euskal Bizikleta (Bakio > Santuario de la Virgen de Oro)
- 2003 (iBanesto.com, una vittoria)

11ª tappa Tour de France (Narbona > Tolosa)
- 2004 (Fassa Bortolo, due vittorie)

Giro del Lazio
Campionato di Zurigo
- 2005 (Fassa Bortolo, una vittoria)

4ª tappa Volta a la Comunitat Valenciana (Alzira > El Campello)
- 2008 (Rabobank, una vittoria)

Classifica generale Circuit Franco-Belge
- 2010 (Team Sky, una vittoria)

Omloop Het Nieuwsblad

### Altri successi
- 2002 (iBanesto.com)

2ª tappa, 1ª semitappa, Gran Premio Internacional Mitsubishi MR Cortez (Pêro Pinheiro, cronosquadre)
- 2010 (Team Sky)

1ª tappa Tour of Qatar (West Bay Lagoon, cronosquadre)

## Piazzamenti

### Grandi Giri
- Giro d'Italia

2012: 36º
- Tour de France

2003: 104º
2004: 93º
2005: 73º
2006: 82º
2007: 85º
2008: fuori tempo (19ª tappa)
2009: 102º
2010: 89º
2011: 98º
2013: 93º
- Vuelta a España

2000: 113º
2001: 72º
2002: 41º
2005: ritirato (9ª tappa)
2008: 74º
2010: ritirato (7ª tappa)
2012: 98º
2013: 44º

### Classiche monumento
- Milano-Sanremo

2002: 34º
2003: 64º
2006: 40º
2007: 39º
2008: 41º
2009: 29º
2010: 18º
2011: 76º
2013: 72º
- Giro delle Fiandre

2002: 43º
2003: 34º
2004: 13º
2005: 12º
2006: 12º
2007: 52º
2008: 3º
2009: 30º
2010: 34º
2011: 11º
2012: 20º
2013: 21º
- Parigi-Roubaix

2003: 25º
2004: 13º
2005: 3º
2006: 4º
2007: 2º
2008: 12º
2009: 6º
2010: 3º
2011: 9º
2012: 4º
2013: 8º
- Liegi-Bastogne-Liegi

2002: 40º
2003: 82º
2004: 112º
2006: 85º
2007: ritirato
- Giro di Lombardia

2002: 38º
2003: 18º
2004: ritirato
2005: ritirato
2006: ritirato
2013: 13º

### Competizioni mondiali
- Campionati del mondo

Verona 2004 - In linea Elite: 69º
Madrid 2005 - In linea Elite: 56º
Salisburgo 2006 - In linea Elite: ritirato
Stoccarda 2007 - In linea Elite: ritirato
Copenaghen 2011 - In linea Elite: 95º
Limburgo 2012 - In linea Elite: 81º